# Эльдуайэн, Агустин
Агустин де Карлос Эльдуайэн (род. 8 апреля 1964 года в Сан-Себастьяне, Страна Басков) — испанский футболист, выступавший на позиции вратаря.

## Карьера
Эльдуайэн дебютировал на профессиональном уровне с местным клубом «Реал Сосьедад», однако в то время первым голкипером клуба был Луис Арконада. В 1985/86 сезоне, однако, в первой игре Ла Лиги Арконада перенёс тяжёлую травму. Тренер Джон Тошак доверил место в составе Эльдуайэну, и баски в итоге финишировали на седьмом месте, но с одним из худших показателей пропущенных мячей (51 гол в 34 матчах).
Летом 1986 года Эльдуайэн подписал контракт с «Атлетико Мадрид», он начал как игрок основы, но оказался в замене после прихода из фарм-клуба Абеля Ресино.
Эльдуайэн провёл свои лучшие годы с «Реал Бургос», он помог клубу из Кастилии и Леона на протяжении трёх сезонов подряд оставаться в первом дивизионе. В 1991/92 сезоне клуб занял лучшее в своей истории девятое место, Эльдуайэн сыграл во всех 38 матчах (3338 минут) и пропустил 43 гола. В том сезоне он завоевал титул Футболист года в Испании.
В 1993 году после вылета «Бургоса» из элиты Эльдуайэн подписал контракт с «Депортиво Ла-Корунья» стоимостью около миллиона песет. В то время первым вратарём «Депортиво» был Франсиско Лианьо, поэтому Эльдуайэн в течение трёх сезонов сыграл лишь три матча в лиге. Впоследствии он перешёл в «Реал Вальядолид», где играл с той же самой частотой, он ушёл со спорта в возрасте 35 лет.
Проведя 16 сезонов в высшем дивизионе Испании, Эльдуайэн сыграл в 179 матчах. Играя за «Бургос», он вызвался в сборную Испании тренером Висенте Мьерой, но в итоге он так и не дебютировал за команду. Тем не менее, он играл за молодёжную сборную и в 1986 году даже выиграл чемпионат Европы.